# Mosquée du bois de Vincennes
La mosquée du bois de Vincennes, également connue sous le nom de mosquée de l'hôpital du jardin colonial ou mosquée de Nogent, a été la toute première mosquée construite en France métropolitaine depuis l'invasion omeyyade de la Gaule au VIIIe siècle. Elle est construite au début de 1916 dans le bois de Vincennes, dans le cadre d'un projet de contre-propagande et pour servir une partie des soldats musulmans venus en France pendant la Première Guerre mondiale.

## Histoire

### Jardin colonial (1899)
En 1899, un jardin d'essai, le Jardin d'agronomie tropicale de Paris, est créé à l'extrémité orientale du bois de Vincennes pour faire des expériences avec les plantes de l'Empire colonial français. Plusieurs pavillons sont construits à l'occasion de l'exposition coloniale qui se tient de mai à octobre 1907, dont un pavillon du Maroc et un de la Tunisie, toujours existants in situ.

### Première Guerre mondiale

#### Hôpital de campagne
Pendant la Première Guerre mondiale, le jardin colonial est transformé en hôpital de campagne, dès la fin de l'année 1914. Entre 1914 et mai 1919, l'hôpital de l'ancien jardin colonial soigne près de 5 000 soldats en convalescence, majoritairement maghrébins et musulmans. À cette époque, le jardin colonial est sur le territoire de la commune de Nogent-sur-Marne.

#### Propagande allemande

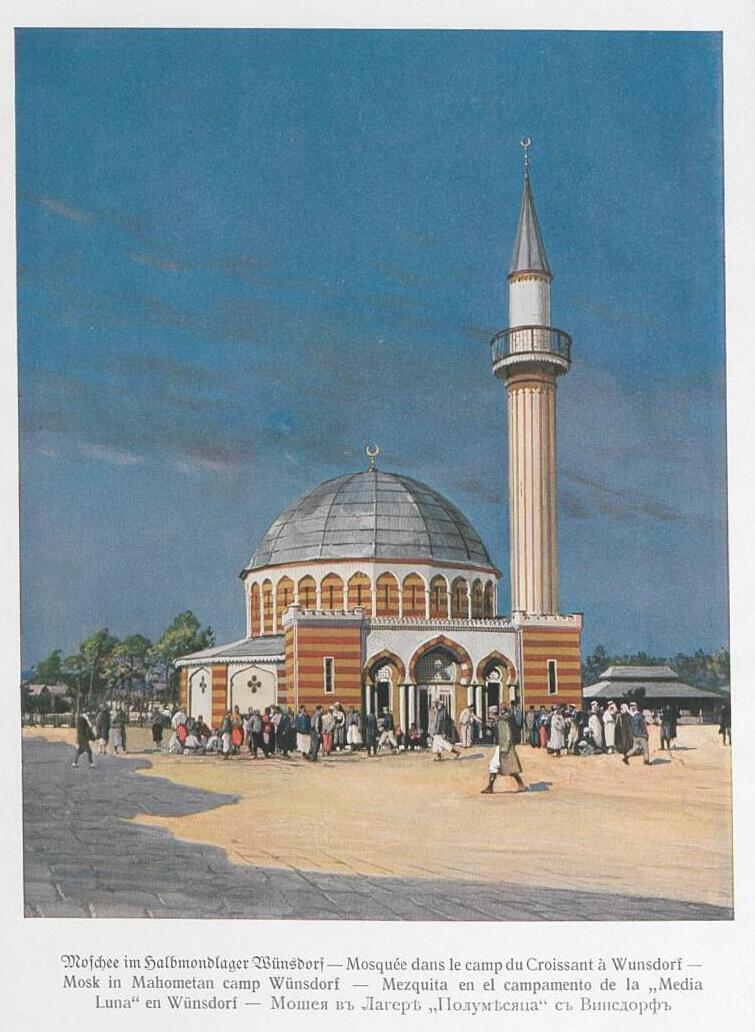
Image de propagande allemande de la mosquée du Halbmondlager, le Camp du croissant, au sud de Berlin, en 1915.

La décision de construire une mosquée sur le terrain de l'hôpital est prise en réaction à la propagande de guerre allemande qui tente de retourner les musulmans des colonies britanniques et françaises contre leurs dirigeants coloniaux. L'Empire allemand est alors allié à l'Empire ottoman, qui se veut à la tête de la communauté musulmane mondiale, à travers sa gestion des lieux saints de La Mecque et de Médine et le maintien du califat. Cette stratégie est imaginée par l'orientaliste allemand Max von Oppenheim, qui publie en octobre 1914 un « mémorandum sur l'introduction de la révolution sur les terres islamiques de nos ennemis » (en allemand : Denkschrift betreffend die Revolutionierung der islamischen Gebiete unserer Feinde). Von Oppenheim, dont le surnom d'Abou Jihad est popularisé à titre posthume par Wolfgang G. Schwanitz, est chargé d'un nouveau Bureau de renseignement pour l'Est, qui parraine le camp de prisonniers de guerre du Croissant, Halbmondlager, à Zossen-Wünsdorf près de Berlin. Comme son nom l'indique, le Halbmondlager est spécifiquement destiné aux soldats musulmans des colonies britanniques et françaises. Il comprend une mosquée monumentale, la première jamais construite en Allemagne, achevée en juillet 1915. Les autorités allemandes diffusent des articles sur le traitement inapproprié de l'islam dans l'armée française, illustrés en contraste par des images de la mosquée allemande de Halbmondlager.

#### Construction

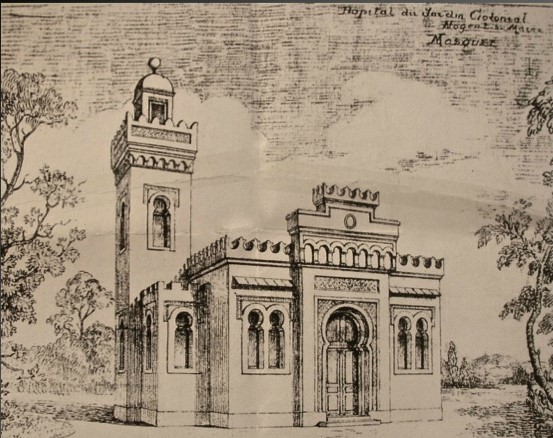
Image de propagande française de la mosquée du jardin colonial (1915).

En retour, la raison militaire brise les scrupules français à édifier un lieu de culte musulman (autre que les cimetières) en France métropolitaine. Le diplomate Pierre de Margerie, directeur des affaires politiques au ministère français des Affaires étrangères, promeut la construction de la mosquée et orchestre la large diffusion d'une photo de celle-ci par des agents français dans le monde musulman, avant même que la construction ne soit achevée. La mosquée en bois est rapidement érigée, sur les plans de l'architecte du Jardin colonial M. Péni. Elle est inaugurée le 14 avril 1916 par Gaston Doumergue, alors ministre des Colonies. Les prières de dédicace sont lues par deux imams, Bou-Mezrag El-Mokrani, de Chlef (un descendant de Cheikh Mokrani), et Katranji Sid Abderrahman, d'Alger.

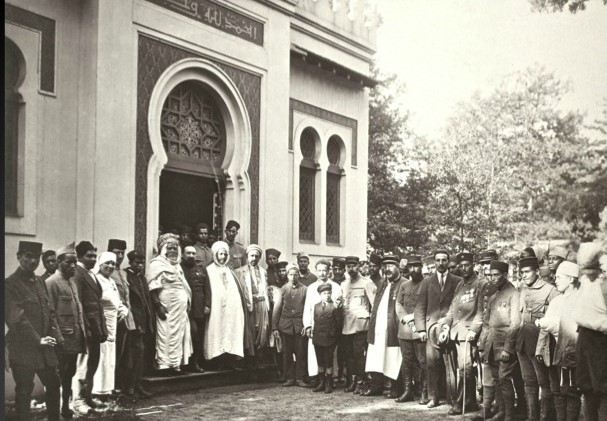
Rassemblement pour l'Aïd al-Adha devant la mosquée, en septembre 1918.

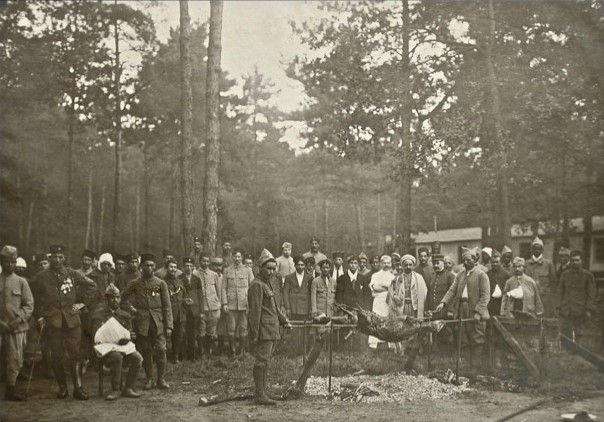
Aïd al-Adha célébrée au jardin colonial en 1918.

Les soldats qui meurent dans l'hôpital militaire sont enterrés dans le carré militaire du cimetière de Nogent-sur-Marne, où une koubba est inaugurée en 1919.
Le lieu de culte est cependant délaissé par les tirailleurs qui préfèrent prier à l'air libre, à côté de la mosquée, estimant que les Français « en font trop ».

### Destruction
Après-guerre, la mosquée est désaffectée. Elle est démolie en 1926. À ce moment-là est inaugurée la grande mosquée de Paris dans le 5e arrondissement de Paris par Gaston Doumergue, pour rendre hommage aux dizaines de milliers de soldats musulmans tombés durant le premier conflit mondial. De nombreux monuments commémoratifs sont érigés à proximité de l'ancienne mosquée pendant l'entre-deux-guerres, dédiés à la mémoire des soldats tombés au combat de diverses colonies françaises, pour la plupart non-musulmans,.
En 1935 est inauguré un nouvel hôpital à Bobigny, baptisé hôpital franco-musulman et depuis 1978 hôpital Avicenne. En 1937 ouvre son annexe, le cimetière musulman de Bobigny, qui contient également un carré militaire.
L'ancien jardin colonial est renommé Jardin d'agronomie tropicale de Paris. Certains pavillons et monuments sont rénovés dans les années 2010. La qoubba du cimetière de Nogent-sur-Marne, en ruine, est démolie en 1989. Elle est reconstituée à l'identique en 2011.

## Description
La mosquée est construite en bois. Elle comporte un minaret et un dôme, une salle de prières correctement orientée vers La Mecque, une salle mortuaire et un espace d'ablutions. Des tapis d’Orient sont offerts par les Grands Magasins du Louvre.
Aujourd'hui, il n'en reste qu'une stèle commémorative et un panneau explicatif.